# 施萊謝爾縣 (德克薩斯州)
施萊謝爾縣（英語：Schleicher County）是美國德克薩斯州中西部的一個縣。面積3,395平方公里。根據美國2000年人口普查，共有人口2,935人。縣治埃爾多拉多（Eldorado）。
成立於1887年4月1日，縣政府成立於1901年7月9日。縣名紀念測量員、政治家 Gustav Schleicher。耶穌基督後期聖徒教會基本教義派的大本營位於本縣。